# Prima Divisione Liguria 1940-1941
Fu il quarto livello della XXXVIII edizione del campionato italiano di calcio.

La Prima Divisione (ex Seconda Divisione) fu organizzata e gestita dai Direttori di Zona.

Le finali per la promozione in Serie C erano gestite dal Direttorio Divisioni Superiori (D.D.S.) che aveva sede a Roma.
Il Direttorio VI Zona gestiva le squadre della regione Liguria.

## Girone A

### Squadre partecipanti
| Squadra                             | Città (provincia)     | Stagione precedente |
| ----------------------------------- | --------------------- | ------------------- |
| D.S. Grifone Ausonia                | Genova                |                     |
| Dop. Az. Ilva                       | Novi Ligure (AL)      |                     |
| A.C. Liguria (B = riserve)          | Genova-Sampierdarena  |                     |
| G.S. Littorio (B = riserve)         | Genova-Rivarolo       |                     |
| Pol. Manlio Cavagnaro (B = riserve) | Genova-Sestri Ponente |                     |
| G.S. Novese                         | Novi Ligure (AL)      |                     |
| U.S. Olimpia                        | Genova                |                     |
| Pol. Valpolcevera (B = riserve)     | Genova-Pontedecimo    |                     |

### Classifica finale
|  | Pos. | Squadra                  | Pt       | G  | V | N | P | GF | GS | QR   |
|  | ---- | ------------------------ | -------- | -- | - | - | - | -- | -- | ---- |
|  | 1.   | Liguria B                | 19       | 12 |   |   |   |    |    |      |
|  | 2.   | Ilva Novi                | 16       | 12 |   |   |   |    |    | ?,?? |
|  | 3.   | GS Novese                | 16       | 12 |   |   |   |    |    | ?,?? |
|  | 4.   | Olimpia                  | 14       | 12 |   |   |   |    |    |      |
|  | 5.   | Grifone Ausonia          | 7        | 12 |   |   |   |    |    |      |
|  | 6.   | Manlio Cavagnaro B (-1)  | 6        | 12 |   |   |   |    |    |      |
|  | 7.   | Littorio Rivarolo B (-2) | 3        | 12 |   |   |   |    |    |      |
|  | --   | Valpolcevera B           | Ritirata |    |   |   |   |    |    |      |

Legenda:
      Ammesso alle finali regionali.
      Retrocesso in Seconda Divisione.
Regolamento:
Due punti a vittoria, uno a pareggio, zero a sconfitta.
Quoziente reti in caso di pari punti, per qualsiasi posizione di classifica.
Note:
- Cavagnaro B ha scontato 1 punto di penalizzazione in classifica per una rinuncia.
- Littorio Rivarolo B ha scontato 2 punti di penalizzazione in classifica per due rinunce.

## Girone B

### Squadre partecipanti
| Squadra                                      | Città (provincia)   | Stagione precedente |
| -------------------------------------------- | ------------------- | ------------------- |
| U.S. Aullese (B = riserve)                   | Aulla (MS)          |                     |
| Dop. Dipendenti Municipali La Spezia         | La Spezia           |                     |
| D.A. Fit Sestri Levante                      | Sestri Levante (GE) |                     |
| Genova 1893 Circolo del Calcio (B = riserve) | Genova              |                     |
| PFV Podestà Lavagna                          | Lavagna (GE)        |                     |
| A.C. Rapallo (B = riserve)                   | Rapallo (GE)        |                     |
| Dop. Sarzana                                 | Sarzana (SP)        |                     |
| A.C. Spezia (B = riserve)                    | La Spezia           |                     |

### Classifica finale
|  | Pos. | Squadra                     | Pt       | G  | V | N | P | GF | GS | QR   |
|  | ---- | --------------------------- | -------- | -- | - | - | - | -- | -- | ---- |
|  | 1.   | Dip.ti Municipali La Spezia | 18       | 11 |   |   |   |    |    |      |
|  | 2.   | FIT Sestri Levante          | 13       | 11 |   |   |   |    |    |      |
|  | 3.   | Spezia B                    | 11       | 11 |   |   |   |    |    | ?,?? |
|  | 4.   | PFV Podestà Lavagna         | 11       | 11 |   |   |   |    |    | ?,?? |
|  | 5.   | Genova 1893 B               | 10       | 11 |   |   |   |    |    |      |
|  | 6.   | Sarzana (-1)                | 8        | 11 |   |   |   |    |    |      |
|  | --   | Aullese B                   | Ritirata |    |   |   |   |    |    |      |
|  | --   | Rapallo B                   | Ritirata |    |   |   |   |    |    |      |

Legenda:
      Ammesso alle finali regionali.
      Retrocesso in Seconda Divisione.
Regolamento:
Due punti a vittoria, uno a pareggio, zero a sconfitta.
Quoziente reti in caso di pari punti, per qualsiasi posizione di classifica.0
Note:
- Sarzana ha scontato 1 punto di penalizzazione in classifica per una rinuncia.

## Girone C

### Squadre partecipanti
| Squadra                                 | Città (provincia) | Stagione precedente |
| --------------------------------------- | ----------------- | ------------------- |
| Dop. Az. Agricolo Albenga (B = riserve) | Albenga (SV)      |                     |
| A.C. Andrea Doria                       | Genova            |                     |
| Dop. Az. Ilva (B = riserve)             | Savona            |                     |
| G.S. Quario                             | Genova-Pegli      |                     |
| U.S. Sanremese (B = riserve)            | Sanremo (IM)      |                     |
| A.C. Savona (B = riserve)               | Savona            |                     |
| G.I.L. Vado                             | Vado Ligure (SV)  |                     |
| A.S. Varazze (B = riserve)              | Varazze (SV)      |                     |

### Classifica finale
|  | Pos. | Squadra       | Pt       | G  | V | N | P | GF | GS | QR |
|  | ---- | ------------- | -------- | -- | - | - | - | -- | -- | -- |
|  | 1.   | Andrea Doria  | 21       | 12 |   |   |   |    |    |    |
|  | 2.   | GIL Vado      | 19       | 12 |   |   |   |    |    |    |
|  | 3.   | Savona B      | 18       | 12 |   |   |   |    |    |    |
|  | 4.   | Sanremese B   | 10       | 12 |   |   |   |    |    |    |
|  | 5.   | Varazze B     | 7        | 12 |   |   |   |    |    |    |
|  | 6.   | Quario        | 6        | 12 |   |   |   |    |    |    |
|  | 7.   | Ilva Savona B | 3        | 12 |   |   |   |    |    |    |
|  | --   | Albenga B     | Ritirata |    |   |   |   |    |    |    |

Legenda:
      Ammesso alle finali regionali.
      Retrocesso in Seconda Divisione.
Regolamento:
Due punti a vittoria, uno a pareggio, zero a sconfitta.
Quoziente reti in caso di pari punti, per qualsiasi posizione di classifica.

## Finali regionali

### Classifica
|  | Pos. | Squadra                     | Pt | G  | V | N | P | GF | GS | QR   |
|  | ---- | --------------------------- | -- | -- | - | - | - | -- | -- | ---- |
|  | 1.   | Dip.ti Municipali La Spezia | 12 | 10 |   |   |   |    |    |      |
|  | 2.   | GS Novese                   | 11 | 10 |   |   |   |    |    |      |
|  | 3.   | FIT Sestri Levante          | 10 | 10 |   |   |   |    |    | ?,?? |
|  | 4.   | Ilva Novi                   | 10 | 10 |   |   |   |    |    | ?,?? |
|  | 5.   | Andrea Doria                | 9  | 10 |   |   |   |    |    |      |
|  | 6.   | GIL Vado                    | 8  | 10 |   |   |   |    |    |      |
|  |      |                             |    |    |   |   |   |    |    |      |

Legenda:
      Promosso in Serie C 1941-1942.
Regolamento:
Due punti a vittoria, uno a pareggio, zero a sconfitta.
Quoziente reti in caso di pari punti, per qualsiasi posizione di classifica.
- Il G.S. Novese, promosso, non regolarizzò l'iscrizione alla Serie C[6].